# 福島県立会津高等学校人物一覧
福島県立会津高等学校人物一覧（ふくしまけんりつあいづこうとうがっこうじんぶついちらん）
福島県立会津高等学校及びその前身校旧制会津中学、若松中学、福島二番中学、若松予科学校、私立日新館の主な出身者。

## 著名な出身者

### 政界
- 佐治幸平（若松中学） - 衆議院議員・若松市長
- 白井新太郎（私立日新館） - 衆議院議員・東邦協会設立
- 八田貞義（中33回） - 衆議院議員、日本医科大学教授
- 伊東正義（中37回） - 外務大臣・衆議院議員
- 渡部行雄（中49回） - 衆議院議員、司法書士
- 渡部恒三 - 衆議院副議長・厚生大臣・自治大臣・通商産業大臣・国家公安委員長・衆議院議員
- 小林温 - 参議院議員
- 小熊慎司 - 衆議院議員、参議院議員
- 高瀬喜左衛門 - 会津若松市長、会津大学初代学長
- 菅家一郎 - 衆議院議員、会津若松市長
- 室井照平 - 会津若松市長
- 早川廣中 - 会津若松市長、中央大学経済学部教授、白虎隊記念館館長
- 山内日出夫 - 会津若松市長、佼成学園女子中学校・高等学校校長
- 渡部英敏 - 会津美里町長、会津高田町長

### 官界
- 三淵忠彦[* 1] - 初代最高裁判所長官
- 森俊六郎（中1回） - 大蔵省理財局長、台湾銀行副頭取
- 岸本正雄（中5回） - 樺太庁長官、広島県知事、秋田県知事、山形県知事、岡山県知事
- 斎藤良衛（中5回） - 外務省顧問、満鉄理事、会津短大学長
- 須藤素（中6回）[1] - 慶尚北道、慶尚南道知事、若松市長
- 大島破竹郎（中7回） - 佐賀県知事、高知県知事
- 黒河内四郎（中7回） - 鉄道省局長、土木学会会長
- 丹羽七郎（中9回） - 内務次官、岩手県知事、埼玉県知事
- 村井八郎（中10回） - 福島県知事、会津若松市長、郡山市長、川崎市長、衆議院議員
- 小山知一（中17回） - 佐賀県知事、高知県知事
- 高野源進（中20回） - 原爆投下時の広島県知事、警視総監
- 遠藤直人（中23回） - 兵庫県知事、メナド州知事、福島県公安委員長
- 加藤祐三郎（中27回）- 東北開発株式会社副総裁、新潟県副知事
- 柏村信雄（中31回） - 第3代警察庁長官
- 川島廣守（中45回） - 日本鉄道建設公団総裁、内閣官房副長官、第5代内閣官房内閣調査室長、警察庁警備局長、警視庁公安部長、第10代プロ野球コミッショナー、第3代セントラル・リーグ会長、第2代本田財団理事長、会津会会長
- 塚原大貮 - 外交官、ベナン駐箚特命全権大使
- 菅家秀人 - 農林水産官僚[2]
- 佐藤紳 - 農林水産技官[3]

### 財界
- 川井源八（若松中学） - 三菱電機会長
- 松江春次（中1回） - 南洋興発社長、弟の豊次は坂東捕虜収容所所長
- 小日山直登（中11回） - 満鉄総裁、運輸大臣
- 中野友禮（中12回） - 日本曹達・日曹コンツェルン創業者
- 星野喜代治（中17回） - 日本不動産銀行初代頭取、朝鮮銀行清算人
- 前田實（中27回） - 秋田銀行頭取
- 倉田元治 - 旭硝子社長
- 北村清士 - 東邦銀行会長

### 学界
- 山川健次郎-東京大学総長２回、京都大学総長、初代九州大学総長、初代九州工業大学学長、開成高校校長
- 新城新蔵[4][* 2] - 京都帝国大学総長
- 小西重直[* 3]（私立日新館） - 京都帝国大学総長
- 佐藤義長（若松予科学校） - 宇都宮高等農林校長、盛岡高等農林校長
- 君島八郎（中1回） - 九州帝国大学工学部長
- 斎藤常三郎（中3回） - 京都帝国大学教授、会津短大学長
- 植村恒三郎（中6回） - 九州帝国大学農学部長
- 花見朔巳（中6回） - 東京帝国大学史料編纂官
- 松本信一（中8回） - 京都帝国大学医学部教授、大阪医科大学学長、日本医学会会頭
- 佐藤繁彦（中13回） - 牧師、ルター研究
- 新城和一（中15回） - 陸軍教授、法政大学教授
- 本名文任（中15回） - 京城帝国大学医学部教授、警察予備隊医務局長
- 水野敏雄（中17回） - 日本育英会理事長、島根大学学長
- 横田嘉右衛門（中22回） - 富山薬学専門学校校長、富山大学学長
- 丸山二郎（中24回） - 千葉大学教授
- 富山小太郎（中26回） - 早稲田大学教授
- 鈴木勝（中28回） - 日本大学総長、日本歯科医学会会長
- 大平善梧（中29回） - 一橋大学法学部教授、青山学院大学学長
- 星冬四郎（中31回） - 東京大学農学部教授
- 星光一（中31回） - 北海道大学工学部教授
- 新城常三（中35回） - 九州大学文学部教授、北海道大学教授
- 金子孫市（中38回） - 東京教育大学教授
- 佐藤俊夫（中44回） - 東京大学教養学部教授
- 大橋薫（中46回） - 明治学院大学社会学部教授
- 三浦新市（中48回） - 慶應義塾大学教授
- 阿部宏（中51回） - 東北大学文学部教授
- 相原茂 - お茶の水女子大学教授
- 太田原高昭[5] - 北海道大学教授、日本農業経済学会会長
- 遠藤隆二 - 東京都立小石川中等教育学校校長（初代）、東京都教育委員会試験室長、鎌倉女子大学教授
- 柏木繁男 - 千葉大学教授、慶應義塾大学教授
- 川村邦光 - 大阪大学文学部教授
- 小室直樹 - 評論家、東京工業大学教授
- 坂田桂三 - 日本大学法学部教授、中央選挙管理会委員長
- 高久晃 - 富山医科薬科大学学長
- 田中俊一 - 日本原子力学会会長
- 丹藤佳紀 - 東洋大学教授
- 樋口聡 - 広島大学大学院教育学研究科教授
- 渡部潤一 - 国立天文台台長
- 渡部恒雄 - 歯科医師、笹川平和財団上席研究員（父は渡部恒三）
- 目黒公郎 - 東京大学生産技術研究所教授、都市基盤安全工学国際研究センター長
- 山口隆美 - 東北大学名誉教授、日本機械学会バイオエンジニアリング部門長

### 文化界
- 柳澤健（中14回） - 作詞家、外交官、日本ペンクラブ創設
- 仁科熊彦（中22回） - 映画監督
- 河原万吉（中24回・中退） - 翻訳家
- 原実（中25回） - 市民運動家、古都保存法
- 春日部たすく（中30回） - 水彩画家、水彩連盟創始者
- 長沢節（中41回） - イラストレーター、セツ・モードセミナー主宰
- 宮崎十三八（中49回） - 郷土史家
- 高羽哲夫（中51回） - 松竹カメラマン
- 矢部喜好 - 牧師・日本で最初の良心的兵役拒否者
- 石原信一 - 作詞家
- 春日八郎（中退） - 歌手
- 三瓶宏志 - NHKアナウンサー
- 塩原恒夫 - フジテレビアナウンサー
- 村上愛花 - ファッションモデル、女優
- 白井涼 - ファッションモデル
- 高久進 - 脚本家
- 星和男 - 「福島県県民の歌」作曲者
- 室井光広 - 小説家、芥川賞
- 柳澤秀夫 - 放送ジャーナリスト、元NHK解説委員主幹
- 星洋二 - オペラ歌手、二期会会員
- 佐藤正浩 - 指揮者、ピアニスト

### スポーツ
- 和田晋（中23回） - 剣道範士九段・溝口派一刀流
- 菅沼守人 - 合気道、合気道祥平塾理事長
- 佐藤敦之 - 陸上競技選手、男子マラソン北京オリンピック代表、指導者（京セラ女子陸上部監督、中国電力監督）
- 安西秀幸 - 陸上競技選手（都道府県駅伝優勝時の監督）
- 藤巻絵里佳 - プロ競輪選手
- 山内大夢 - 陸上競技選手、男子400mハードル東京オリンピック代表

### 軍人
- 樋口喜吉（私立日新館） - 陸軍少将、第11師団長
- 長谷川戍吉（私立日新館） - 陸軍騎兵少佐、長谷川挺身隊隊長
- 平石弁蔵（中1回・中退） - 陸軍少佐、『会津戊辰戦争』の著者
- 藁谷勇三郎（中2回） - 陸軍大佐、稚松会設立
- 高山輝義（中4回） - 陸軍少将、会津若松市長
- 常盤盛衛（中5回） - 海軍少将、稚松会副会長
- 国府尽平[* 4]（中11回） - 海軍中佐、医師
- 雪下勝美（中12回） - 海軍少将、長門艦長
- 原田覚（中16回） - 海軍中将、摂津艦長、千代田艦長
- 簗瀬真琴（中16回） - 陸軍少将、大津少年飛行学校長
- 草刈英治（中16回） - 海軍少佐
- 折笠重康（中39回） - 海軍中佐
- 猪俣甚弥（中40回） - 陸軍少佐、陸軍中野学校1期生、皇統護持作戦
- 和田勁[* 5] - 満州国陸軍中将、東亜連盟同士会代表
- 藤井重郎[* 5] - 陸軍少将、満州国陸軍中将

### その他
- 小林美登利（中17回） - ブラジル移民、聖州義塾創立者[6]
- 渋川善助[* 5] - 思想家
- 小池達哉 - 弁護士、日本弁護士連合会副会長、元福島県弁護士会会長
- 押部信太郎-思想家